# عشق أباد (علي جمال)
عشق أباد (بالفارسية: عشق‌آباد) هي مستوطنة تقع في إيران في قسم علي جمال الريفي. يقدر عدد سكانها بـ 56 نسمة .